# Dirty house
Dirty House is een in Nederland ontstaan concept binnen de housemuziek, bedacht door Vato Gonzalez, het is tevens zijn platenlabel. Het is een combinatie van electrohouse en latin house met invloeden van de Britse UK garage en grime. Dirty house onderscheidt zich door het in mindere mate richten op de geluidskwaliteit maar juist de nadruk te leggen op de dansbaarheid.

## Ontstaan
Dirty House is in 2006 ontstaan vanuit de gedachtegang dat er te veel nadruk werd gelegd op kwaliteit van housemuziek, niet of het juist het geluid was dat het uitgaanspubliek in Nederland wilde horen. Toen Vato Gonzalez een track van Sidney Samson & Skitzofrenix had nagemaakt haalde hij veel commotie op de hals. Hetzelfde gebeurde toen Funk*D een Dirty House-remix van Gregor Salto - Erasmus (stond toen bekend als Bouncing Harbour 2) illegaal uitbracht.
DJ's als Vato Gonzalez (vaak met Dj JDK), Funk*D hebben zich tegen de gevestigde orde binnen de Nederlandse housemuziek afgezet en noemde dit als eerste 'Dirty House'. Deze gevestigde orde van bekende artiesten en bijbehorende labels waren toen al tijden verenigd op een manier waar er geen ruimte meer was voor nieuwe artiesten.
Het gedachtegoed achter Dirty House is dan ook niet wie een bepaalde plaat heeft gemaakt, maar hoe het publiek hierop reageert zonder te weten wie er achter de plaat zit. Dansmuziek die wederom draait om de muziek en niet om de bekendheid of het netwerk van de producer. Geluidskwaliteit is hierin minder belangrijk, omdat de stroming staat voor muziek die in discotheken en grote clubs gedraaid wordt.